# 许志永
许志永（1973年3月2日—），中国河南省商丘市民权县人，公盟创始人之一，新公民运动的主要创始人和标志性人物，中国著名青年法学家、宪政学者和公民维权的领军人物。北京市海淀区十三、十四届人大代表。倡导公民以非暴力的方式维护自己的权益，要求中华人民共和国政府给予国民平等接受教育的权利，要求官员公布财产，并惩治腐败。2014年1月26日上午，北京市第一中级人民法院以“聚众扰乱公共场所秩序罪”为名，判处许志永有期徒刑四年。4月11日，北京市高级人民法院驳回许志永的上诉，维持原判。  2023年4月10日，临沂市中级人民法院以“颠覆国家政权罪”判处许志永有期徒刑十四年。

## 早年经历
1973年，许志永生于河南省民权县，1990年就读于兰州大学法律系，获法学学士学位。1995年，再入兰州大学法律系攻读法学硕士学位，1998年毕业论文《论经济法本土化的经济误区》中批判了以反对西化、强调本土价值、主张法治服务大局而著称的法学家朱苏力，没能拿到硕士学位。 1998年7月-1999年9月，在《南方周末》等单位实习。1999年，就读于北京大学法学院，师从朱苏力，2002年获法学博士学位。“教育平权”的主要发起人，积极倡导不分户籍出身平等的接受升学教育。在北京“非京籍与京籍义务教育阶段享有同等待遇”的工作中有突出贡献。
2002年之后为北京邮电大学文法学院讲师。2003年11月当选为北京海淀区人大代表，2006年获得连任。2005年下半年，为耶鲁大学中国法研究中心访问学者。2009年起许志永被剥夺上课资格。

## 社会活动

### 公盟活动阶段
2003年，孙志刚在广州收容站被殴打致死，许志永在“三博士上书事件”中首次走入公众视野。许志永与另外两名法学博士俞江、滕彪联名上书全国人大常委会，要求对《城市流浪乞讨人员收容遣送办法》进行违宪审查，废除收容遣送制度，对废止该办法起到推动作用。同年10月，许志永、滕彪、俞江和张星水共同创办公益性民间组织“阳光宪政社会科学研究中心”（简称“阳光宪政”）。
2004年，与范亚峰、滕彪、秋风、王怡等法律学者共同起草完成《完善我国宪法人权保护条款的建议》，提出了全面修改中国宪法人权保护条款使之形成了一个完整的人权保护体系的建议。2005年，阳光宪道社会科学研究中心无法继续在北京民政局注册，改名为“北京公盟咨询有限责任公司”（简称公盟），在北京工商局注册。同年，为了撰写《中国信访报告》，许志永曾在北京南站的“上访村”住过两个月，还曾多次探访京城内关押上访民众的“黑监狱”，并受到不法分子的殴打。2006年初，主持撰写2005年度《中国人权发展报告》，同年12月，公盟着手开始对以北京为主的打工子弟学校的生存状况和法律保障问题进行调查研究，开始关注城市新移民子女的受教育权利。2007年，主持《关于国内法与公民权利与政治权利国际公约衔接》的研究报告。
2008年6月，许志永与公盟大力协助北京维权律师推动北京律协的民主选举。8月下旬，律师们起草了《顺应历史潮流，实现律协直选——致全体北京律师、市司法局、市律协的呼吁》和《北京律师协会选举程序（草案）》等文章，这些文章在网络上迅速传播，被各界关注。9月中旬，向北京市近16000名律师分别发出信函。9月13日，直选律师开办的《律师沙龙》网站开通运行。11月，向北京市司法局和北京市律协发出《关于敦促律协换届审计并公开财务的公开信》。12月，北京市律师协会七届五次代表大会召开，会议审议通过了《北京市律师协会章程》。推动律协直选的活动以失败告终。2009年7月，公盟被政府取缔，并以“涉嫌偷税”之名义指控许志永，8月13日，以“偷税罪”的名义被正式逮捕，之后又被取保候审，获得暂时自由。

### 公民活动阶段
2010年3月，“公盟”改名为“公民”，继续从事公益维权活动。“公民”由许志永、王功权、黎雄兵、滕彪、李方平发起成立，是以建立约束权力的民主法治制度为目标，理性、建设性地推动民主、法治和社会正义的公民自发的公益组织。组织发起倡导以“自由，公义，爱”为主旨的新公民精神的新公民运动。同年8月21日，北京市公安局解除了对许志永的取保候审。
2011年11月，许志永参加北京海淀区北邮选区基层人大代表竞选。官方推出的候选人包括北邮校长方滨兴。许志永在竞选过程中受到官方层层阻挠，未能列入正式候选人名单。总有效票数为22000多（一票可投多人）。其中有3500多人用“另填他人”方式投给许志永，但不敌方滨兴的16000多票，最终落败。
2012年11月15日，习近平在中共十八大当选总书记后，许志永发出《致习近平先生的公开信：一个公民对国家命运的思考》。11月24日，许志永被北京国保人员带走。12月22日在《紐約時報》中文網發表「一名漢人對一名自焚藏人的哀悼」，對藏區連環自焚事件中「為自由而死」的藏人的關注。
2013年2月26日在北京地铁站口发放传单，呼吁在京无北京户口的市民在2月28日到北京市教委大楼前聚众，表达要求教育权平等的呼声。27日遭北京国保传讯。同年4月12日，许志永应香港中文大学和滕彪的邀请，计划去香港参加“孙志刚案十周年研讨会”。在机场过了边检候机之后被限制人身自由，从此被软禁在家。7月16日正式以涉嫌“聚众扰乱公共场所秩序”被刑事拘留，引发广泛的抗议。8月22日，许志永被正式批捕。
2014年，许志永被判刑，罪名为“妨害公共安全罪”。刑期4年，羁押在天津柳林监狱。2017年被释放。
2019年4月，許志永於網路上公開「競選2021：紮根社區，服務社會，2021年競選區縣人大代表」的行動倡議，呼籲支持者以參與基層區縣人大代表選舉，來實際進行民主演練，透過爭取選民的支持，讓人民參與民主自治。

### 再度入狱
2020年1月，许志永发表给习近平的公开信《劝退书》，劝习近平主动让位。此时的许志永正四处逃亡，逃避当局自2019年12月異見人士在厦门举行研讨会后的大规模抓捕行动。后于2月15日在广州律师杨斌家中被警方带走。
2020年6月20日，许志永被山东警方批准逮捕。2021年8月5日，丁家喜和许志永已被起诉到临沂市中级人民法院。
2023年4月10日，临沂市中级人民法院以“颠覆国家政权罪”判处许志永有期徒刑十四年。許提出上訴，但二審維持原判。

## 判刑及各界反应

### 四年刑期
2014年1月22日，许志永案的法庭审理在北京举行，许志永和他的两名律师大多数时候都以沉默作为抗议，但许志永利用最后陈述的机会发表《为了自由·公义·爱》的法庭陈词时被法官打断。法律专家和人权倡导者表示许志永所受起诉存在严重缺陷。有关部门不允许他的律师询问控方的证人，这些证人的证词仅以书面形式呈交法庭，证人本人并未出庭。法院也不允许辩护律师传唤证人。西方国家的外交官试图参加旁听，但是遭到拒绝，前往采访庭审的记者遭到驱赶。26日，北京市第一中级人民法院以“聚众扰乱公共场所秩序罪”为名判处许志永有期徒刑四年。許志永在庭上稱：「今天的法庭是把中國法治的最後一點尊嚴破壞殆盡」。4月11日，北京市高级人民法院驳回许志永的上诉，维持原判。
2014年4月11日许志永终审判决同日，华泽与滕彪合编的《许志永文集：堂堂正正做公民 — 我的自由中国》在香港正式发行。
2017年7月15日许志永刑满出狱，离开了北京郊区的监狱，他身体状况良好，对刘晓波去世的消息感到非常难过。

### 各界反应

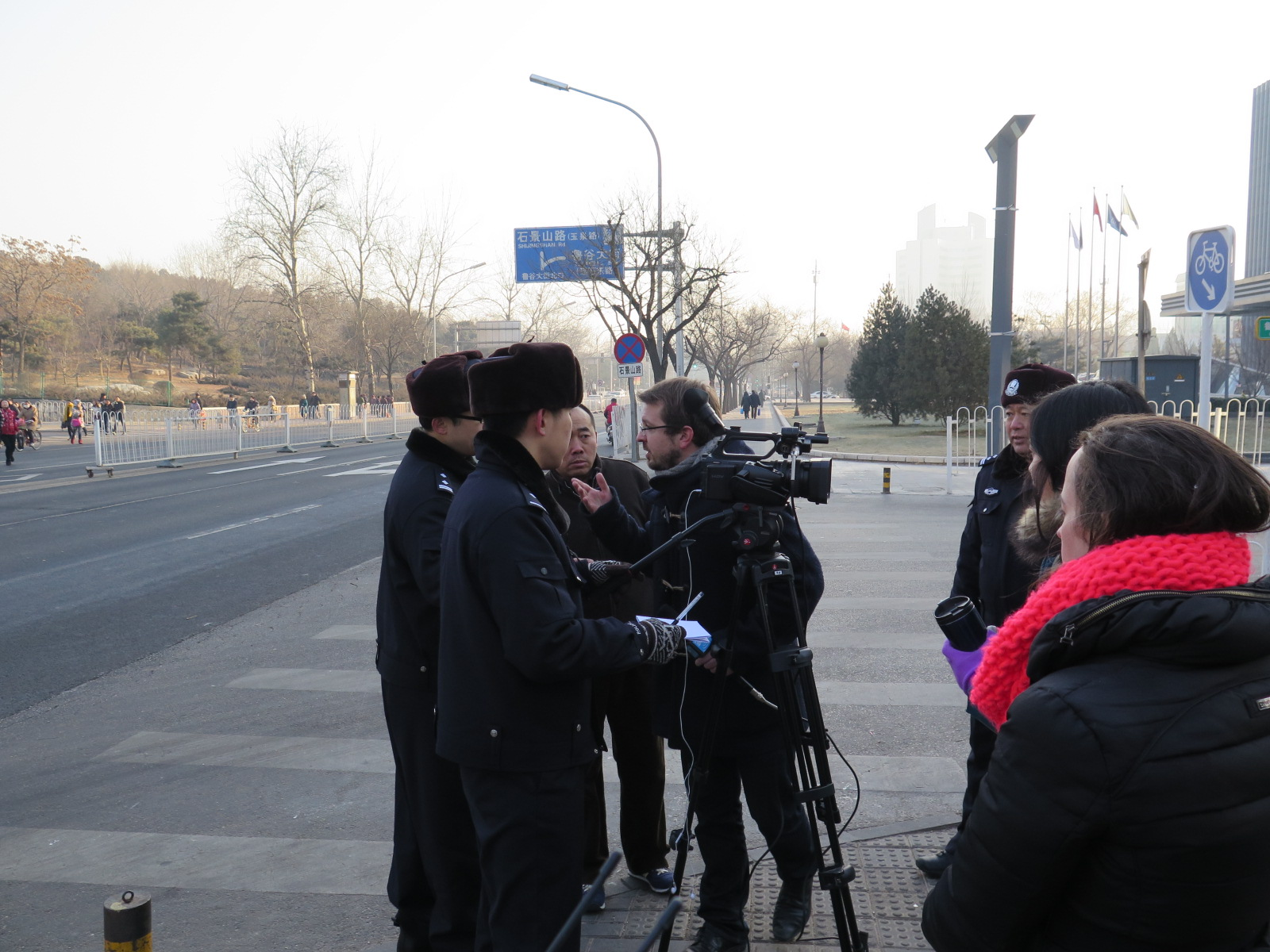
2014年1月22日，法庭外的警察下令外国记者离开，记者据理相争。

判决消息发出后，中国部分学界人士表达不满，要求官方纠正错误判决。香港、臺湾及国际社会纷纷声援许志永，并对当局表示谴责。《法新社》、《美聯社》、《路透社》等發稿認為，當局對許志永判刑，顯示習近平等中共新領導人倡導的反腐敗、給社會公平正義等新政的虛偽；多年來許志永等人的活動都是為了社會的進步，这與中国共产党宣稱的理念相符，但當局对许志永判刑是擔心任何有組織的反對活動，可能會威脅他們的統治；報道認為判決顯示習近平的中國夢與普通民眾無關。《华盛顿邮报》发表题为“中国的恐惧”的社论，社论强调缺乏自由公民的社会和支持改革的媒体，中国经济改革的愿望难以实践。
 中国大陆
北京大学法学院甘培忠、彭冰、中國人民大學法学院姚歡慶、清華大學法學院何海波、中国政法大学王湧等人聯名声援許志永，他们称法院曲解刑法第291條。許志永的行为不構成擾亂公共場所秩序罪。僅是表達合理的「教育平權」訴求，尋求政府部門的幫助，政府部門並非是「其他公共場所」。其次，許志永主張的「官員財産公示」是一種正當意見表達，在廣場、公園、大學等地以布條、傳單等和平方式表達意見，也沒有擾亂這些公共場所的秩序。聯名書稱「教育平權」與「官員財産公示」與執政黨的基本精神一致，應被視為公民踴躍參政議政的一個範例，不應做為犯罪事件處理。北京大學教授张千帆指出一审判决无视《中國宪法》第35条对自由集会的保障，错误解释了《刑法》第291条，因此判决不能成立。许志永完全在《中國宪法》第35条所保护的范围之内行使公民的权利，所以应被无罪释放。
国际特赦组织
国际特赦组织称对许志永的4年监禁判决“可耻”和“荒谬”，要求中华人民共和国政府立即释放许志永。国际特赦組織的声明说，这个外界早已预料到的判决表明，中国政府再次选择以恐怖治国而不是以法治国。許志永要求整頓貪污惡風，與中共總書記習近平的理念相符，但对許志永的判决顯示習近平領導的中國共產黨仍是獨斷政黨，任何表達異見的人都會被嚴處。
 人权观察
人权观察表示，对持温和立场的许志永重判，是中国当局整肃要求反腐败和官员公示财产的公民运动的借口，表明当局不容忍异见的存在。人权观察的声明说，习近平总书记将反腐定为重点施政，但是有关当局却同时将支持反腐败的普通公民治罪，这种虚伪的做法是对习近平的最大的讽刺。
 香港

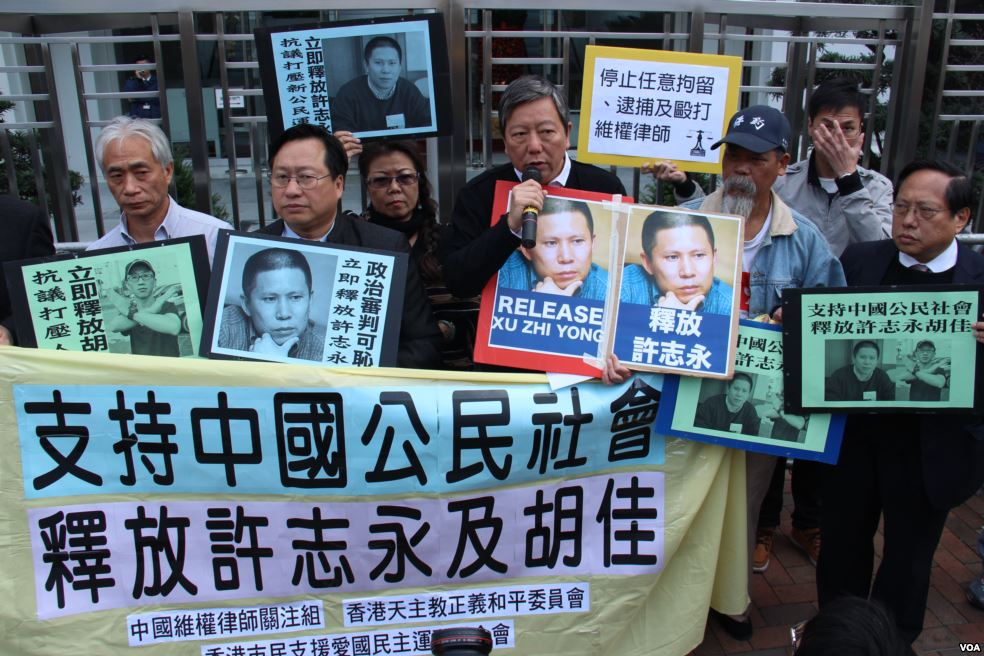
2014年1月27日，香港支联会等人权团体在中联办抗议，要求北京立即释放许志永、胡佳等人士。

香港数个人权团体1月27日前往中央政府驻港机构中联办，抗议当局打压公民社会，要求立即释放1月26日被判刑4年的许志永、同日被警察带走的人权活动人士胡佳，以及所有被拘押的维权人士。支联會主席李卓人表示，新公民运动要求官员公布个人资产、争取平等教育权，是公民权利，许志永被判刑，其他公民被审判，显示中国没有人权、没有言论自由，而香港人则对北京政府更没有信心。
 臺灣
臺湾20多个民间团体1月29日要求中国大陆立即释放许志永等人，并呼吁時任總統马英九公开谴责大陆执政当局，同时呼吁陆委会主委王郁琦访陆时传达台湾民间的诉求。陆委会当晚公开表态指出，中国大陆民众在社会转型和变迁中，对政治、自由等权益的要求日益提升，是公民社会发展的必然过程。陆委会认为，中国大陆应以正面的思维及包容的态度，善待不同意见人士，理性回应相关诉求，以落实对自由、人权等人民应有权利的尊重与保障。陆委会也说，台湾多次呼吁对岸应正视民意反应，才能有利于促进两岸关系的良性互动与正向发展。
 欧盟
欧盟驻华代表团秘书杜海飞1月26日声明对许志永被判四年监禁深感遗憾，他表示许志永的判决与中国政府反贪腐以及发展法治社会的承诺背道而驰，欧盟呼吁中国当局立即释放许志永以及其他被拘押的试图以和平方式表达自己的观点，参加反对贪腐，要求建立公平透明的法治社会的社会活动分子。2月1日欧盟再次声明对中国维权人士所受到的待遇“深表关注”，欧洲外交政策负责人阿士顿呼吁中国政府履行自己对联合国人权理事会做出的承诺，并释放那些因和平抗议而被监禁或拘禁的人士。
 美国
美国国务院在宣判后发表声明说，美国对于判决深感失望，促请中国当局立即释放许志永等政治犯，终止限制其行动自由，并保证其人权和自由得到保障。声明说，美国担心对许志永判决是对他公开揭露贪腐努力的报复。時任美国驻中国大使骆家辉发表声明，对许志永和其他呼吁政府良治的人士因公开发起揭露官员腐败的运动并和平表达自己的观点而遭到报复而深感关注，对采访许志永审判案的外国记者受到警方虐待深感关注。他敦促中国当局采取措施，确保在华工作的外国记者能够依照国际承认的惯例履行他们的新闻职责，并强调美国政府对本案的关切。
2020年11月24日獲得中國民主教育基金會（Chinese Democracy Education Foundation，简称 CDEF）頒發的第34屆傑出民主人士獎。
 加拿大
加拿大呼籲中国政府停止對像許志永這樣的和平公民進行騷擾、不公正拘留和審判。這些試圖通過和平方式努力改善國家狀況的中國公民應免受恐嚇、騷擾和迫害。加拿大對許志永被判刑事件深感遺憾。加拿大相信，许志永是因行使自身權利並以和平非暴力方式自由發表意見而遭到判刑。

## 思想观点
在2008年《经济观察报》的专访中，许志永称自己有英雄主义情结，自己所做的事情具有甘地色彩，他说：
|  | 我觉得中国面临的改革不仅仅是政治制度的改革，也是政治文化的改革。现代文明政治不仅要有一套宪政制度，还要有一批人作为宪政的第一推动者，让宪政制度良好的运转，我觉得我们这代人要扮演这个角色。过去很多从事政治的，就是靠我有多少人马有多少枪，但是我认为那是一种暴力的力量，我们要走到另一个极端去，走到极致，用自己的承担、自己的受苦唤醒人性中善良的一面，直到这种善良成为整个社会的主流，让那些暴虐的气息荡然无存，让那些野蛮暴力的传统彻底被压制，它们将成为末流，只有在这个基础上，这个社会才能真正建立一个现代文明的国家。 |

在《南方人物周刊》对许志永的一次采访中，许志永表示，在目前中国的现实社会中，在立法方面发展一般、但由于民主制度没有跟上时代的发展，公权力监督和约束的力度不够，权大于法的滥行，导致了在执法和司法层面所表现出来的法治不健全。并向记者透露了自己目前所做的一切的动因：
|  | 有了健全的民主制度，比如真实的公开的选举，权力会受到制约，再加上民主制度健全过程中强大的道义力量对政治文化的改造，民主制度才能良好运转。这也是我们一直在推动制度建设的动因。 |

2009年接受《时尚先生》杂志关于中国梦专题的采访以及2013年被逮捕后，许志永戴着手铐在狱中，他分别谈及他的中国梦：
|  | 我希望我们是个自由幸福的国家。每个人不需要违背良心，只要靠自己的才能和品德就可以找到合适的位置；一个简单而幸福的社会，人性的善得到最大的张扬，恶得到最大的抑制；诚实、信用、友爱、互助将成为我们生活的常态，没有那么多烦恼和愤怒，每一个人脸上是纯真的笑容。不管这个社会变成什么样子，不管这个国家多么扭曲多么荒谬，它都需要有一批勇敢的公民站出来，遵照他们的信念，把他们的权利、责任与梦想变为现实。 |

2014年1月22日，许志永在北京市第一中级人民法院法庭上的陈述被法官打断，之后媒体在网络上公开发表传达其观点：
|  | ……全世界超过137个国家和地区建立了官员财产公示制度，为什么中国就不能？“人民公仆”到底害怕什么呢？不要太贪婪，不义的财富带给自己的不只是奢华的生活，同时还是深深的恐惧不安，以及来自民众的愤怒与仇视。......现代民主的价值和尺度根植于普遍的人性，不是东方或者西方的，不是社会主义或者资本主义的，而是普适全人类。......一系列重大社会问题的根源就在于，一个特权利益集团垄断了全部国家政治权力和经济命脉。......我们是新时代的公民，理念上，彻底告别了敌人、江山、推翻、打倒的专制意识，坚守自由、公义、爱的信仰，行为上彻底告别阴谋、暴力等野蛮模式，以和平改良方式推动社会进步，在阳光下健康成长。......这个民族有太多阴暗苦毒的灵魂需要救赎，人与人之间有太多的戒备、恐惧和敌意，这些埋藏于灵魂深处的魔鬼必须被驱除，但这驱除的过程不是仇恨，而是救赎。 |

2018年7月，许志永出狱一年后，书写了关于狱中生活及对中国未来展望的文章《远方的四年》，再次表达了对建设“自由、公义、爱”的美好中国的期望。

## 法律援助
- 2003年7月，为大午集团涉嫌非法吸收公众存款一案提供辩护，孙大午成功获释。
- 2004年2月，接受邀请作为《南方都市报》总经理喻华峰案的代理人之一。[1]
- 2005年，与高智晟、滕彪、李和平、范亚峰等参与营救因代理陕北民营石油案而被以扰乱公共秩序的罪名逮捕的朱久虎律师。
- 2006年，为著名维权人士陈光诚提供法律援助，在办案过程中多次受到殴打。
- 2007年8月，受山西黑砖窑受害者陈小军和庞飞虎委托，许志永和滕彪律师为其提供法律援助。
- 2008年9月，三聚氰胺奶粉事件爆出，许志永和公盟为三聚氰胺奶粉受害者做法律援助，做了大量工作。
- 2010年12月，浙江乐清发生钱云会事件。许志永等人组成公民调查团前往调查，得出钱云会案件是普通交通事故的结论。

## 荣誉
- 2003年12月4月，许志永和滕彪、俞江被中国中央电视台和司法部全国普法办选为“2003年度十大法治人物”。[52]
- 2003年，获Gleitsman 基金会“社会成就奖”。
- 2003年底，获《南风窗》“为了公共利益”社会良知奖。
- 2005年，被《亚洲周刊》选为“2005年度亚洲风云人物”。
- 2006年，被《南方人物周刊》选为“年度十大青年领袖”。[53]
- 2008年，入选“改革开放30年影响社会进程120位代表人物”。
- 2013年12月，许志永与王功权入选《外交政策》杂志「2013年度全球百大思想者」。[54]
- 2014年5月，与刘晓波并列荣获美国非政府组织“国家民主基金会”颁发的“2014年度民主奖”，5月29号在华盛顿美国众议院办公楼举行颁奖仪式[55]。
- 2023年，獲頒欧洲律师协会委员会年度人权奖。[23]

## 家庭及親友
2011年7月30日，许志永与崔筝举行婚礼，证婚人李昌平。
许志永的现任女朋友李翘楚同樣是一名維權人士。许志永於2020年2月被捕後，李翹楚也一度被帶走，限制居住並被監視，直到同年6月才獲釋。於獲釋後，李翹楚多次公開被監禁的過程，並於2021年2月6日於Facebook公開男友在看守所被逼供遭到酷刑的情況後，於當晚被拘捕，拘留通知書上有「涉嫌顛覆」字眼。因李翹楚爆料的內容，包含許志永於拘留過程中的一段時間，每天只能吃1個饅頭，故李翹楚的被捕可說是「1個饅頭引起的煽動顛覆國家政權」。

## 评价
网络专栏作家许知远在其2007年写著的文章《我们的进步年代》里，称许志永是一个激情洋溢、信念单纯的人，并推测许志永是因为拥有着社会底层的生活经验以及家庭教养，使得他对社会上的弱势群体有着本能的同情心，因此寻求公正，也就演变成为许志永血液里最重要的组成部分。到了2009年，在许志永被捕之后，则写了一篇名为《我们这一代》的文章，文章里回顾了许志永之前所作的努力，并如此评价许志永和其他合作人员：“对社会满怀责任与深情，想通过自己的法律知识去帮助困境中的陌生人，以减少这个社会的不公，给那些悲观无力者希望。”
维权人士汪海洋说：“许志永有法律的精神、法治的理念和他的美好愿望。他的美好愿望就是想把这个国家，通过法治的手段，使人人得到一种（与自己才能）相适应的社会地位，铲除人压迫人、人欺辱人的现象，......黑监狱看守打他，他就让他打，因为他正气凛然，使原来打过他的人见了他就闻风而逃。这种精神，在中国人来说，太少见了，也太可贵了。”
作家梁文道说：“这个国家腐败，这个社会冷漠，整个局面似乎就维系在一个十三亿人关于某则谎言的默契之上。尽管如此，却竟然还有这么多人愿意付出自己的时间，去替陌生人的子女奔走，如谭作人；竟还有这么多人愿意牺牲自己本来可以享受的生活，去替苦难无告的同胞叩门，如许志永。我甚至乐观到把政府也算进这光明的一面，因为至少他们曾经容许这种昏沉里的光芒摇曳。也许他们明白，连他们自己人都纷纷卷款而去，用脚对这里投下不信任票的时候，好人的存在有多么重要。天不丧予，如果你还能在所多玛找到一个好人的话。”